# Mas Alfares
Mas Alfares és una masia del municipi del Port de la Selva inclosa en l'Inventari del Patrimoni Arquitectònic de Catalunya.

## Descripció
Situada al sud-est del nucli urbà de la població del Port de la Selva, en un replà enlairat sobre el fondal d'un dels còrrecs de capçalera que formen la riera de Taballera, prop del mas Vell i del mas de la Birba.
Masia de planta més o menys rectangular, formada per diversos cossos adossats, amb les cobertes de teula de dues vessants i distribuïts en planta baixa i pis. Els baixos eren destinats a estables mentre que l'habitatge ocupava majoritàriament el pis, amb desnivells entre les estances. L'entrada a la planta baixa està ubicada a la façana de migdia mitjançant una porta oberta en el paredat d'una gran arcada de dovelles de pissarra. La resta d'obertures del mas són rectangulars, algunes de mida petita. Les diverses habitacions de l'interior conserven sostres embigats al pis. Els estables de la planta baixa tenen el sòl excavat a la roca viva i el sostre de bigues amb teulat de llates és sostingut per fermes pilastres. El sector nord-oest del conjunt, destinat a estables i corrals, està força enrunat. Ha perdut les cobertes de teula i està distribuït en dues estances. El sector sud-est de l'edifici encara està força més enrunat que l'anterior, també sense cobertes. En origen estava destinat al bestiar, amb l'accés pel costat de migdia. Destaca una arcada de mig punt bastida amb lloses de pedra i situada a la façana de llevant del sector. Presentava una coberta embigada i encanyissada sostinguda per una gran pilastra d'obra. El murs dels corrals eren de paret seca.
El mas està construït amb rebles de pedra, amb predomini de la pissarra, lligats amb morter i amb restes de revestiments arrebossats.

## Història
El Mas Alfares és documentat des del segle xvi com a propietat del monestir de Sant Pere de Rodes. Al padró de 1787 consta que hi residia Pere Giró Puignau amb dona i tres fills, però amb anterioritat va pertànyer a la família Alfaràs de Cadaqués que es va establir a Port de la Selva. L'any 1897 hi figura el masover Josep Corcoll Carles. Posteriorment, passaria a mans dels Buixeda de la Vall. Actualment es troba en un estat de ruïna.
Damunt del portal de l'edifici d'estables hi havia una inscripció gravada en un petit espai arrebossat, en forma de doble trapezi, emmarcat per ratlles dobles. La inscripció que s'hi podia llegir era: "Ricardo Bucheda, renovado del año 1910".